# شیرین و ترش (فیلم ۱۹۶۳)
شیرین و ترش (فرانسوی: Dragées au poivre‎) فیلمی کمدی به کارگردانی ژاک باراتیه است که در سال ۱۹۶۳ به نمایش درآمد.

## بازیگران
- ژان-پل بلموندو
- کلود براسر
- فرانسوا برایون
- ژاک دوفیلو
- آنا کارینا
- مونیکا ویتی